# Luxオペロン
Luxオペロン（英語: lux operon）は、バクテリアの発光に関連する一連の遺伝子であり、生物の光生成を調節するために重要な役割を果たす遺伝子である。

## 概要
最初に発見されたLuxオペロンは「Vibrio fischeri」というバクテリア種であったが、その後、他のバクテリアでも同様の遺伝子が見つかった。
Luxオペロンには、転写を開始するためのプロモーター領域、ルクシン（LuxR）というタンパク質をコードする遺伝子、そして発光を引き起こすための酵素であるルシフェラーゼをコードする遺伝子が含まれている。これらの遺伝子は、細菌が環境中に存在する特定の化合物を感知し、その化合物に応答して発光するように制御されている。このような化合物としては、たとえばアミノ酸の一種であるN-アシルホモセリンラクトン（AHL）などがある。バクテリアは、AHLなどの化合物を感知することによって、他のバクテリアとの相互作用や環境中のリソースの状況など、重要な情報を得ることができる。
Luxオペロンの研究は、バクテリアがどのようにして環境と相互作用し、生き残っていくのかを理解する上で非常に重要である。また、Luxオペロンに関連する技術は、バイオテクノロジーの分野で利用されており、たとえば、バクテリアを使用した生体センサーや発光プローブなどに応用されている。バクテリアの発光は、医学や環境モニタリングなどの種々の分野で利用されており、Luxオペロンの研究は、そのような応用分野においても重要な役割を果たしている。